# Gruey-lès-Surance
Gruey-lès-Surance is een gemeente in het Franse departement Vosges in de regio Grand Est en telt 238 inwoners (2005).

## Geschiedenis
De gemeente maakte deel uit van het kanton Bains-les-Bains totdat dat werd samengevoegd met de kantons Plombières-les-Bains en Xertigny tot het huidige kanton Le Val-d'Ajol. Alle gemeenten in de genoemde kantons maken uit van het arrondissement Épinal.

## Geografie
De oppervlakte van Gruey-lès-Surance bedraagt 27,5 km², de bevolkingsdichtheid is 8,7 inwoners per km².
De onderstaande kaart toont de ligging van Gruey-lès-Surance met de belangrijkste infrastructuur en aangrenzende gemeenten.

## Demografie
Onderstaande figuur toont het verloop van het inwonertal (bron: INSEE-tellingen).